# Michael Heller
Michael Heller (ur. 4 grudnia 1910, zm. 19 listopada 1948 w Landsberg am Lech) – zbrodniarz hitlerowski, członek załogi niemieckiego obozu koncentracyjnego Mauthausen-Gusen i SS-Rottenführer.
Obywatel rumuński narodowości niemieckiej. Członek Waffen-SS. Pełnił służbę w obozie głównym Mauthausen od 8 sierpnia 1943 do 24 lutego 1945 jako strażnik i blokowy (Blockführer). Heller brał aktywny udział w egzekucjach więźniów i schwytanych lotników alianckich, które miały miejsce na terenie obozu. Nieustannie znęcał się nad więźniami. Wielu z nich Heller zamęczył na śmierć.
W procesie załogi Mauthausen (US vs. Franz Kofler i inni) przed amerykańskim Trybunałem Wojskowym w Dachau Heller skazany został na karę śmierci. Wyrok wykonano przez powieszenie 19 listopada 1948 w więzieniu Landsberg.